# Cornetti alla crema
Cornetti alla crema è un film del 1981 diretto da Sergio Martino.

## Trama
Domenico Petruzzelli è un sarto specializzato nel confezionamento di abiti talari, ed essendo il suo laboratorio accreditato presso la Santa Sede ha appunto per committenti esponenti del clero. Vive in una severa casa con vista su San Pietro insieme alla moglie Elena e al figlio Aristide, un ragazzino in sovrappeso ed imbranato. Il suo migliore amico, nonché inquilino del piano di sopra, è Gabriele Arcangeli, un incallito dongiovanni bolognese che cambia una donna al giorno "per scopo terapeutico", ed è da sempre oggetto delle invidie di Domenico, costretto ad una vita familiare triste ed opprimente.
Un giorno, in viaggio a Rovigo per motivi di lavoro, Domenico conosce Marianna, una splendida ed ingenua ragazza che studia da soprano e che sta fuggendo dall'opprimente fidanzato Ulrico, detto "Mazinga", che è un giocatore di football americano. Dopo essere riuscito a sottrarre Marianna alle attenzioni del sospettoso Ulrico, Domenico passa con lei il resto della giornata e le dice di chiamarsi Gabriele Arcangeli e di non essere sposato. Dopo essere nuovamente caduto nelle grinfie dell'Ulrico uscendone malconcio, Domenico torna frastornato a Roma con la promessa di rivedersi un giorno con Marianna, positivamente colpita dalla sua bontà d'animo.
Pochi giorni dopo riceve una telefonata di Marianna, che è di passaggio a Roma per una prova canora, e che vuole stare una notte con lui. Per evitare la catastrofe, Domenico si fa prestare la casa da Gabriele, riluttante all'idea e se ne va, fingendo di dover partire per un viaggio a Bologna. In realtà, egli si trasferisce al piano di sopra ed accoglie la ragazza che dà subito sfogo alla sua esuberanza, che però Domenico non avrà modo di "assaporare". Viceversa Gabriele, "sfrattato" da casa sua ed accolto in casa di Domenico, viene sedotto da Elena, che per la prima volta in vita sua prova l'ebbrezza di un rapporto carnale più stimolante e quasi selvaggio che è riuscito a far smettere a Gabriele di necessitare ogni giorno di far l’amore.
L'arrivo di un cardinale e di un prete suo segretario prima, e della madre di Marianna e del terribile Ulrico poi, saranno letali per Domenico: dopo aver "messo in fuga" il porporato a causa della sua amante, dapprima sarà costretto a rivelare la sua identità alla ragazza, poi dovrà scoprire il tradimento di Elena e Gabriele, ed infine dovrà subire l'ira violenta di Ulrico, che lo scaraventa dalla finestra dopo averlo malmenato. Pochi giorni dopo, Elena, Aristide e Gabriele portano a spasso Domenico in carrozzella, ingessato e incapace di parlare, ma basterà che egli veda cantare in televisione Marianna, per riacquistare le forze necessarie e mandare tutti a quel paese.

## Distribuzione
Il film fu distribuito in Italia il 12 settembre 1981.